# 唐文華
唐文華（1961年—），本名唐慶華，臺灣京劇演員，工生行，國立傳統藝術中心國光劇團一等演員，頭牌老生。著名文學評論家王德威譽之為當代臺灣京劇老生首席名角。曾獲國軍文藝金像獎最佳生角獎、中國文藝獎章、SGI文化賞、全球中華藝術文化薪傳獎、臺北市第15屆文化獎等。
復興劇藝實驗學校「文」字（1973年－1980年）科班出身。從胡少安（師承高慶奎、李盛藻）先生學藝。後在中華民國海軍的京劇團海光劇隊服兵役，退伍後留隊工作，1988年轉到復興劇藝實驗學校附設劇團（現在的國立台灣戲曲學院附設京劇團），1993年加入中華民國陸軍的京劇團陸光劇隊。
1994年起，中華民國台灣軍方不再經營戲曲團隊，軍方各劇隊解散後，唐文華加入1995年7月1日成立的中華民國教育部國立國光劇團，被評為一等演員。當時只有高蕙蘭、朱陸豪、魏海敏三位和他同時被評為一等演員。2000年結婚，妻王耀星工京劇旦行。
精選傳統劇目如《打金磚》《擊鼓罵曹》《瑜亮鬥智》《趙氏孤兒》《瓊林宴》《群借華》《一捧雪》《四進士》《失空斬》《烏盆記》《斬黃袍》《轅門斬子》《天雷報》《雪弟恨》等。
主演國光新編戲《鄭成功與臺灣》、《未央天》《閻羅夢》（首演版、2008年版，金國賢編腔作曲，金樂華編曲配器）《快雪時晴》（李超編腔，鍾耀光編曲配器，簡文彬指揮國家交響樂團 (台灣)）《胡雪巖》《百年戲樓》《水袖與胭脂》《康熙與鰲拜》《十八羅漢圖》《關公在劇場》《孝莊與多爾袞》《定風波》《夢紅樓．乾隆與和珅》等。

## 經歷
最膾炙人口的劇目有《打金磚》、《擊鼓罵曹》、《瑜亮鬥智》、《趙氏孤兒》等；國光三部曲之一的《鄭成功與台灣》，經由傳統老戲《九更天》新編改寫成的《未央天》；2004年新編京劇《閻羅夢》赴上海國際藝術節及北京演出，2006年演出了「禁戲匯演」劇目《斬經堂》、《關公升天》、《讓徐州》三齣戲。
2006年演出的《伐東吳》，一人扮演了四個角色，《黃忠帶劍》，演黃忠；《活捉潘璋》演關公；《劉備哭靈》演劉備；最後《趙雲救駕》扮演趙雲。
2016年淡水雲門劇場與2017年的台灣戲曲中心，由唐文華主演新編劇目《關公在劇場》，是國光劇團藝術總監王安祈編劇，與香港進念二十面體藝術總監胡恩威共同合作，整齣戲不僅「戲中有祭、祭中有戲」，更有「戲即是祭」，劇場演出前的向「關老爺」祈求平安順利。
2018年演出《定風波》的人物蘇東坡，是國光劇團和趨勢教育基金會合作的「文學劇場」首部曲，開啟了融貫京崑曲調，以古典詩詞入戲的新貌。

重要年表如下：
1998年於新編大戲《大將春秋》飾演蕭何。
1999年主演國光臺灣三部曲之一的《鄭成功與台灣》。
2001年主演由傳統老戲《九更天》新編改寫成的《未央天》。
2002年主演國光新編大戲《天地一秀才─閻羅夢》，獲電視金鐘獎傳統戲劇節目獎、及入選第一屆台新藝術獎十大表演節目。
2003年主演《伐東吳》，「一趕四」《黃忠帶劍》飾黃忠；《活捉潘璋》飾關公；《劉備哭靈》飾劉備；《趙雲救駕》飾趙雲。
2004年國光年度公演《李世民與魏徵》飾演魏徵。隨國光劇團赴上海「國際藝術節」、「北京長安大戲院」演出《天地一秀才─閻羅夢》。
2006年主演國光「禁戲匯演」《斬經堂》、《關公升天》、《讓徐州》。主演新編京劇《胡雪巖》。
2007年主演國光新編京劇《快雪時晴》。
2010年主演國光《一捧雪》，一人分飾莫成、陸炳與莫懷古等三角。
2011年10月，主演國光「唐文華五十專場」，演出《群借華》(一趕三：前飾魯肅、中飾諸葛亮、後飾關羽)，《未央天》(馬派、麒派名劇，係胡少安先生傳授之壓箱戲之一）。
2013年主演國光《雷劈張繼保》。
2014年主演國光《四進士》。新編京劇《康熙與鰲拜》主演鰲拜。
2015年主演國光新編京劇《十八羅漢圖》。
2016年主演國光新編京劇《關公在劇場》。由國光劇團藝術總監王安祈編劇，與香港進念二十面體藝術總監胡恩威共同合作。新編京劇《孝莊與多爾袞》主演多爾袞。
2017年主演《定風波》蘇東坡，是國光劇團和趨勢教育基金會合作的「文學劇場」首部曲，開啟了融貫京崑曲調，以古典詩詞入戲的新貌。
2019年主演國光「清宮三部曲」第三部《夢紅樓‧乾隆與和珅》飾乾隆。串聯乾隆盛世與《紅樓夢》故事。
2020年國立傳統藝術中心國光劇團為其出版《一生千面--唐文華與國光劇藝新美學》專書，陳淑英執筆，深入介紹其《未央天》《閻羅夢》《康熙與鰲拜》《關公在劇場》《孝莊與多爾袞》《夢紅樓‧乾隆與和珅》六齣經典代表作。
2021年再次主演《伐東吳》，「一趕四」分飾黃忠、關公、劉備、趙雲。
2022年再次主演《群借華》，「一趕三」前飾魯肅、中飾諸葛亮、後飾關羽。
2022年更跨界主演唐美雲歌仔戲團《冥遊記．帝王之宴》。

## 傳統劇目
- 《打金磚》
- 《四進士》
- 《失空斬》
- 《烏盆記》
- 《烏龍院》
- 《擊鼓罵曹》
- 《瑜亮鬥智》
- 《趙氏孤兒》
- 《斬黃袍》
- 《轅門斬子》
- 《群借華》一趕三(魯肅、孔明、關公)[1]

## 新編京劇
- 《胡雪巖》
- 《閻羅夢》秀才司馬貌
- 《金鎖記》姜三爺
- 《孟小冬》之杜月笙
- 《水袖與胭脂》戲班祖師爺唐明皇
- 《快雪時晴》山陰張侯
- 《李世民與魏徵》之魏徵[1]
- 《定風波》蘇東坡
- 《康熙與鰲拜》
- 《孝莊與多爾袞》
- 《夢紅樓‧乾隆與和珅》
- 《百年戲樓》

## 獲獎
- 獲國軍文藝金像獎最佳生角獎。
- 中國文藝獎章。
- SGI 文化賞。
- 全球中華藝術文化薪傳獎。
- 台北市第15屆文化獎。[1]

## 外部連結
- 從羽扇綸巾到青龍偃月刀——京劇老生唐文華專訪 （页面存档备份，存于）
- 唐文華 - Facebook （页面存档备份，存于）